# Aïn Tagourait
Aïn Tagourait è un comune dell'Algeria, situato nella provincia di Tipasa.